# Sphodromerus kaltenbachi
Sphodromerus kaltenbachi is een rechtvleugelig insect uit de familie veldsprinkhanen (Acrididae). De wetenschappelijke naam van deze soort is voor het eerst geldig gepubliceerd in 1987 door Harz.